# Yovo doko

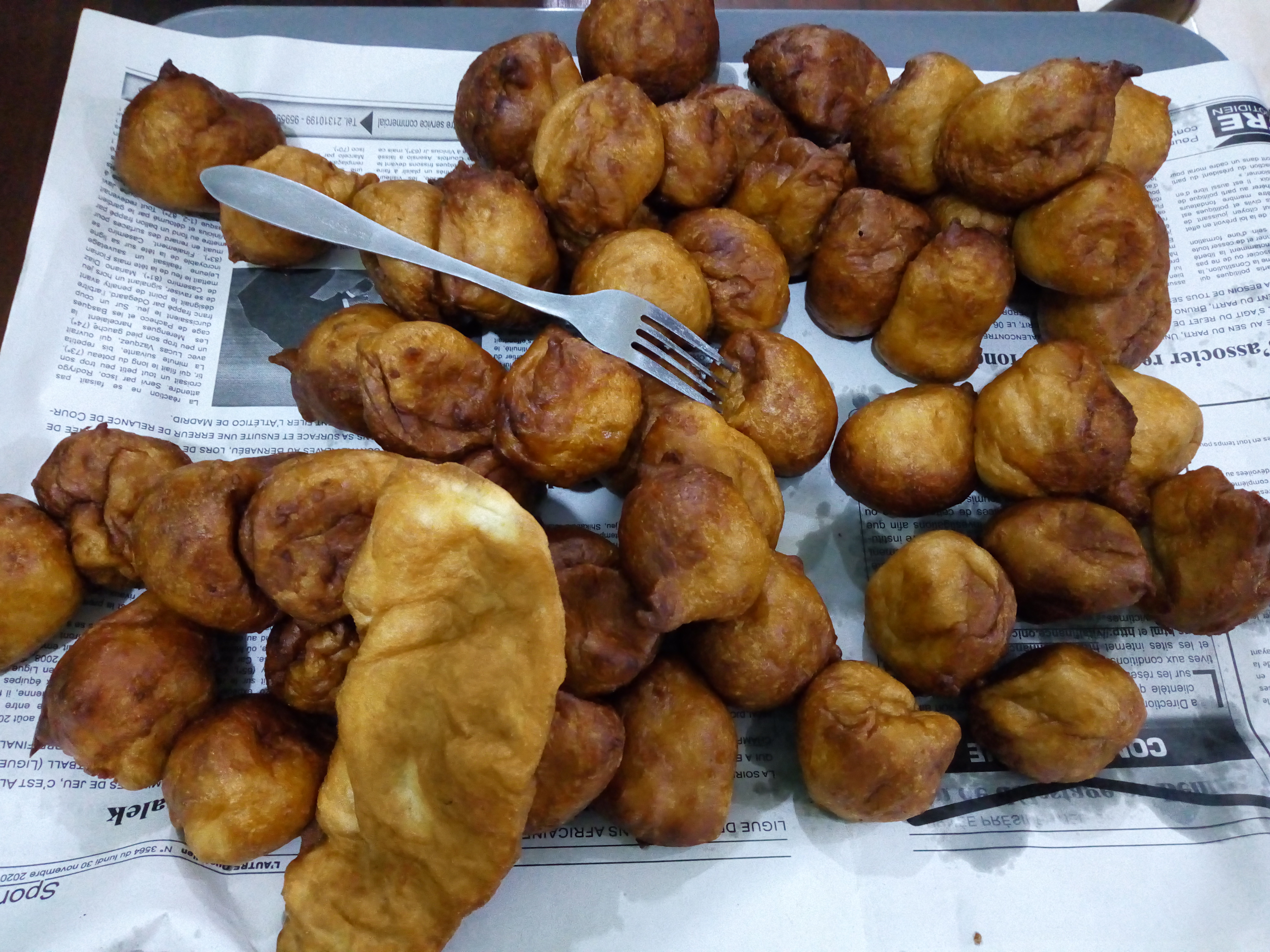
Pause café au Yovo doko à l'atelier Les Sans Pages Bénin - le 12-12-2020 06

Les yovo doko sont des beignets  du Bénin faità base de farine de blé  qui se mangent seuls ou accompagné de la bouillie. Les Yovo Doko se mangent généralement le matin et sont appréciés de tous dans le pays. Ce sont les femmes qui les font et les vendent comme une activité génératrice de revenus. Les yovo doko existent un peu partout en Afrique subsaharienne sous différentes appellations. Au Nigeria par exemple ils s'appellent Puff Puff, Mikatés au Congo, Blofotos en Côte d’Ivoire et Botokoin au Togo. Les Yovo Doko sont sucrés, moelleux et se vendent chauds à tous les coins de rues dans le pays,,,,,,,.  

## Mode de préparation
Pour la préparation du Yovo Doko à huit (08) personnes, il faut: 500g de farine de blé,1 sachet de levure boulangère,150g de sucre,1 pincée de sel,100ml d'eau, 1 sachet de sucre vanillé, 500ml d'huile.
En premier lieu, chauffer légèrement 100 ml d’eau (2 min max au micro-ondes) et y ajouter la levure et le sucre, dans un saladier mélanger la farine, la pincée de sel, le sachet de sucre vanillé et y ajouter le mélange précédent. Ensuite pétrir à la main, ou avec une spatule (plus hygiénique), ou avec un batteur le mélange jusqu’à rendre la pâte homogène (environ 10 minutes) et à l’apparition de petites bulles. Gouter et rajouter du sucre si possible. En deuxième lieu fermer le saladier, Couvrir avec un torchon et Laissez reposer durant 1heure. Enfin Faire chauffer de l’huile et passer à la réalisation des boules de pâte. Faire  frire entre 3 et 5 min selon la grosseur et la dorure voulues et saupoudrer de sucre selon votre goût,,.